# Кастел Сан Ђовани
Кастел Сан Ђовани (итал. Castel San Giovanni) је насеље у Италији у округу Пјаченца, региону Емилија-Ромања.
Према процени из 2011. у насељу је живело 11308 становника. Насеље се налази на надморској висини од 71 м.

## Становништво
| 1931.  | 1936.  | 1951.  | 1961.  | 1971.  | 1981.  | 1991.  | 2001.  | 2011.  |
| ------ | ------ | ------ | ------ | ------ | ------ | ------ | ------ | ------ |
| 10.107 | 10.191 | 10.327 | 10.255 | 11.110 | 11.898 | 11.741 | 11.962 | 13.629 |